# Ai am BEST
AI AM BEST es el primer best álbum de la cantante Ai Otsuka, lanzado el 28 de marzo de 2007.
El álbum incluye todos los sencillos de la cantante, desde su debut hasta su sencillo Planetarium. más unas canciones favoritas de la cantante, "LOVE MUSIC" y "Cherish", ambas incluidas en su pasado álbum "LOVE COOK" Y L El lanzamiento de este álbum trajo mucho contraversia entre los fanes de la cantante, ya que no se incluía ninguno de los sencillos del 2006 y 2007, aunque se rumura que saldrán en su próximo álbum original que saldría a la venta a mediados del año. También molesto muchos la portada del álbum, el cual es la signatura de la cantante, el carácter AI, más las palabras AM BEST.
Ai AM BEST ocupó la posición #1 en su primera semana, vendiendo 350,000, un récord para la cantante ya que han sido las copias más vendidas en la primera semana de Ai Otsuka.

## Canciones

### CD
1. Momo no Hanabira
2. Sakuranbo
3. Amaenbo
4. Happy Days
5. Kingyo Hanabi
6. Daisuki da yo.
7. Kuroge Wagyū Joshio Tan Yaki 680 Yen
8. Cherish
9. SMILY
10. Biidama
11. Neko ni Fuusen
12. Planetarium
13. LOVE MUSiC

Bonus Track:
14. <Silencio>
—- 15...97
98. <Silencio>
99. BABASHIのテーマ (BABASHIのテーマ?  BABASHI no Theme)
DVD Track listing:
1. 桃ノ花ビラ PV
2. さくらんぼ PV
3. 甘えんぼ PV
4. Happy Days PV
5. 金魚花火 PV
6. 大好きだよ。 PV
7. 黒毛和牛上塩タン焼680円 PV
8. Cherish PV
9. SMILY PV
10. ビー玉 PV
11. ネコに風船 PV
12. プラネタリウム PV
13. LOVE MUSiC PV

Bonus PV:
14. BEST OF BABASHIのテーマ

## Presentaciones en TV
1. Music Lovers: Sakuranbo, Kuroge Wagyū Joshio Tan Yaki 680 Yen, Planetarium
2. Music Fair 21: Sakuranbo & Planetarium
3. Cdtv: ALBUM REVIEW
4. Hey Hey Hey: Sakuranbo
5. Music Station: Sakuranbo
6. Music Japan: Sakuranbo, Daisuki Dayo
7. Domoto Kyodouai: Nekko Ni Fuusen

- Datos: Q1143405